# Nationalpark Khao Pu – Khao Ya
Der Nationalpark Khao Pu – Khao Ya (Thai: อุทยานแห่งชาติเขาปู่-เขาย่า) ist ein Nationalpark in der Südregion von Thailand. Er wird von den Einheimischen „Pa Phromma-chan“ (Thai: ป่าพรหมจรรย์ – Jungfräulicher Wald) genannt.

## Geschichte
Der 695 km² große Park wurde 1982 als 47. Nationalpark Thailands eröffnet. 

## Geographie
Der Nationalpark liegt in den Provinzen Phatthalung und Trang, er besteht aus einer Ebene, die von steil aufragenden Bergen umgeben ist. Die Berge gehören zur Nakhon-Si-Thammarat-Bergkette, die sich von Nord nach Süd über die Malaiische Halbinsel zieht.

## Klima
Es gibt zwei Jahreszeiten im Nationalpark: Regenzeit und Sommer. Die durchschnittliche Temperatur ist etwa 22 °C, da die Berge ständig im Nebel liegen. Die Zeit von Juni bis August ist für den Touristen die attraktive Jahreszeit, da dann viele tropische Früchte reif sind, darunter Mangostane, Rambutan, Durian und Langsat. 

## Flora und Fauna

### Pflanzenarten
Die Berge und Teile der Ebene sind von immergrünem Regenwald bedeckt.

### Tierarten
Etwa 125 Vogelarten wurden hier gesichtet, darunter Malaienadler (Ictinaetus malayensis), Tüpfelfroschmaul (Batrachostomus javensis) und der Langschopf-Hornvogel (Aceros comatus).
Der Schabrackentapir und Arten aus den Gattungen Makaken und Seraue leben in den Wäldern.

## Sehenswürdigkeiten
- Die Höhle Ruen Thep Nimit (ถ้ำรื่นเทพนิมิต) – in dieser Höhle soll „Ta Pu“ leben, ein Wächtergeist, der halb Engel und halb Dämon sein soll. Die Höhle liegt im „Khao Pu“ (Berg Pu) und hat mehrere Ebenen. Seine Wände aus Kalkstein glitzern wie mit Edelsteinen besetzt.
- Der mehrstufige Wasserfall Riang Thong (น้ำตกเหรียงทอง) besteht aus 13 Stufen.
- Der Wasserfall Khao Khram (น้ำตกเขาคราม) fällt über neun Stufen etwa 700 Meter tief.